# Gypsophila villosa
Gypsophila villosa är en nejlikväxtart som beskrevs av Youssef Ibrahim Barkoudah. Gypsophila villosa ingår i släktet slöjor, och familjen nejlikväxter. Inga underarter finns listade i Catalogue of Life.